# Veenplatvoetje
Het veenplatvoetje (Platycheirus occultus) is een vliegensoort uit de familie van de zweefvliegen (Syrphidae). De wetenschappelijke naam van de soort is voor het eerst geldig gepubliceerd in 1990 door Goeldlin, Maibach & Speight.